# Евдокия Илиопольская
Евдокия Илиопольская (ум. ок. 160—170 годов) — раннехристианская святая, почитаемая как преподобномученица. Память в православной церкви совершается 1 (14) марта, в католической церкви — 1 марта.

## Жизнеописание
Евдокия по происхождению была самарянкой, проживала в финикийском городе Гелиополе. Отличалась красотой и, будучи блудницей, заработала огромное состояние. Была обращена в христианство монахом Германом. Согласно житию, принятию ею крещения предшествовало явление Евдокии архангела Михаила, который вырвал её из лап сатаны.
Став христианкой, Евдокия отдала все своё состояние Гелиопольскому епископу Феодоту, а сама приняла постриг в женском монастыре, расположенном рядом с обителью, в которой жил Герман. После смерти игуменьи монастыря Евдокия, прославившаяся добродетелями и аскетизмом, была избрана её преемницей. До местных властей дошли слухи, что в монастыре сокрыто огромное сокровище, и местный правитель направил воинов обыскать монастырь. По житию Евдокии, воины три дня не могли войти в монастырь, удерживаемые божественной силой, а затем на них напал огромный змей, уничтоживший почти весь отряд. Житие сообщает, что Евдокия имела видение, что ей суждено пострадать за Христа. Она взяла Святые Дары и добровольно отдала себя в руки воинов.
Евдокию привели к наместнику Диогену, который был восхищён её красотой. Евдокия исповедала себя христианкой и выразила готовность пострадать за Христа.

Тогда наместник велел повесить её на дереве и четырём воинам жестоко бичевать. Воины взяли её, обнажили до пояса и повесили. Когда её раздевали, с груди её спала часть Пречистого и Животворящего Тела Господня, взятая ею при выходе из монастыря. Слуги, не зная, что это такое, подняли и принесли наместнику. Протянув руку, он хотел взять её, и тотчас часть Пречистого Тела Владыки превратилась в огонь, и великий пламень попалил слуг мучителя и повредил левое плечо самому наместнику.
— Димитрий Ростовский. Житие и страдание святой преподобной мученицы Евдокии
После этого на наместника «ниспал <…> огонь, как молния, и умертвил его, опалив тело, как головню», но по молитве Евдокии он был воскрешён и стал христианином.
После этого Евдокия продолжила жить в своём монастыре и претерпела мученическую смерть (усечена мечом) около 160—170 годов.
Достоверность жития
Греческое житие Евдокии является переводом с сирийского языка. Житие, по мнению болландистов, является легендарным как из-за обилия чудес, так и ряда анахронизмов (во II веке не существовало монастырей, а епископскую кафедру в Гелиополе учредил император Константин Великий), и время жизни Евдокии относят к V веку. Также предполагают, что в житии смешаны истории Евдокии Илиопольской и Евдокии Персидской (IV век).
Агиолог Сергий (Спасский) считает, что житие сообщает не о монастырях в современном их понимании, а о неких общинах девственников и девственниц. Также, по его мнению, епископская кафедра Гелиополя могла существовать и быть уничтоженной в ходе гонений на христиан, а император Константин лишь восстановил её.

## Иконография
Ерминия Дионисия Фурноаграфиота не сообщает об образе святой Евдокии, указывая только, что она была усечена мечом. Иконописный подлинник XVIII века содержит следующее указание о её облике: 
Подобием стара, лицом благоизрядна, бледна, взором смиреннейша, телом исхудавша от пощения и от великого воздержания, на главе клобук круглый лазоревый, в руке крест, другая молебна, мантия темная, ряска санкир с бел. Во младости толикаже бяше лица ея лепота, яко ни иконописцу мощно тоя подобие изобразитию.
Существует два типа изображений святой: в мученичестве и единоличное изображение (в рост или погрудно). К примерам первого типа относятся изображения в Минологии начала XI века (собрание ГИМ), в настенном минологии церкви Успения Богородицы в македонском монастыре Трескавец (между 1334 и 1343 годами). Изображения второго типа — миниатюры Минологии из Патриаршей библиотеки в Иерусалиме (XII век), греко-грузинской рукописи XV века, настенная Минология церкви Великомученика Георгия в Старо-Нагоричино (1317—1318 годы), фреска в храме Успения Богородицы монастыря Грачаница (ок. 1320 года), иконописная годовая минея из Синайского монастыря (XI—XII века).
Судьба Евдокии занимала русского поэта Михаила Кузмина, который в 1907 г. написал для театра Веры Комиссаржевской «Комедию о Евдокии из Гелиополя». По словам автора, это «трогательная, фривольная и манерная повесть о святой через XVIII век».